# 朱健杫
陽信安懿王朱健杫（1488年—1544年），明朝魯藩第二代陽信王，陽信安僖王朱當㳻的嫡長子。

## 生平
朱健杫初封陽信長子，於弘治十二年（1499年）十一月獲賜長子誥命、冠服。嘉靖四年（1525年），陽信安僖王朱當㳻去世。嘉靖七年（1528年）十月，朱健杫襲封陽信王。
嘉靖二十三年（1544年）九月，朱健杫去世，享年五十七歲，諡號安懿。四年後，庶長子朱觀燃襲爵。

## 家庭

### 子
- 庶長子：陽信榮康王朱觀燃
- 第二子：朱觀煬[6]
- 子：鎮國將軍朱觀勳[7]

### 女
- 垣曲縣君[6]